# Delegazione Iztacalco
La Delegazione Iztacalco è una delle sedici delegazioni nelle quali si divide Città del Messico. Si trova nella zona centro-orientale del distretto. Confina a nord con la delegazione Venustiano Carranza, a ovest con la delegazione Benito Juárez, a sud con Iztapalapa e a est con il comune dello Stato del Messico di Nezahualcóyotl. È la delegazione più piccola delle sedici che dividono il territorio della capitale, con appena 23 km quadrati che ospitano una popolazione di circa 400 000 abitanti.
Iztacalco ospita importanti edifici della città, come il Palacio de los Deportes, l'Autodromo Hermanos Rodríguez e le installazioni della Città sportiva della Magdalena Mixiuhca.